# Малая Ослянка
Ма́лая Осля́нка — река в России, протекает, главным образом, в Александровском муниципальном округе Пермского края. Устье реки находится в 186 км по левому берегу реки Косьва. Длина реки составляет 19 км.
Берёт начало на территории Свердловской области, почти на самой границе с Пермским краем. Исток находится на западных склонах горы Растесский Камень (838 м НУМ, Средний Урал), сразу после истока перетекает в Пермский край. Течёт преимущественно на юго-запад, огибая с запада и юга гору Боярская (770 м НУМ). Река течёт по ненаселённой местности среди холмов, покрытых таёжным лесом, скорость течения быстрая, характер течения — горный. Впадает в Косьву у деревни Малая Ослянка.

## Данные водного реестра
По данным государственного водного реестра России относится к Камскому бассейновому округу, водохозяйственный участок реки — Косьва от истока до Широковского гидроузла, речной подбассейн реки — бассейны притоков Камы до впадения Белой. Речной бассейн реки — Кама.
Код объекта в государственном водном реестре — 10010100312111100008621.